# Koninklijke Nederlandse Schouwburg (Antwerpen)

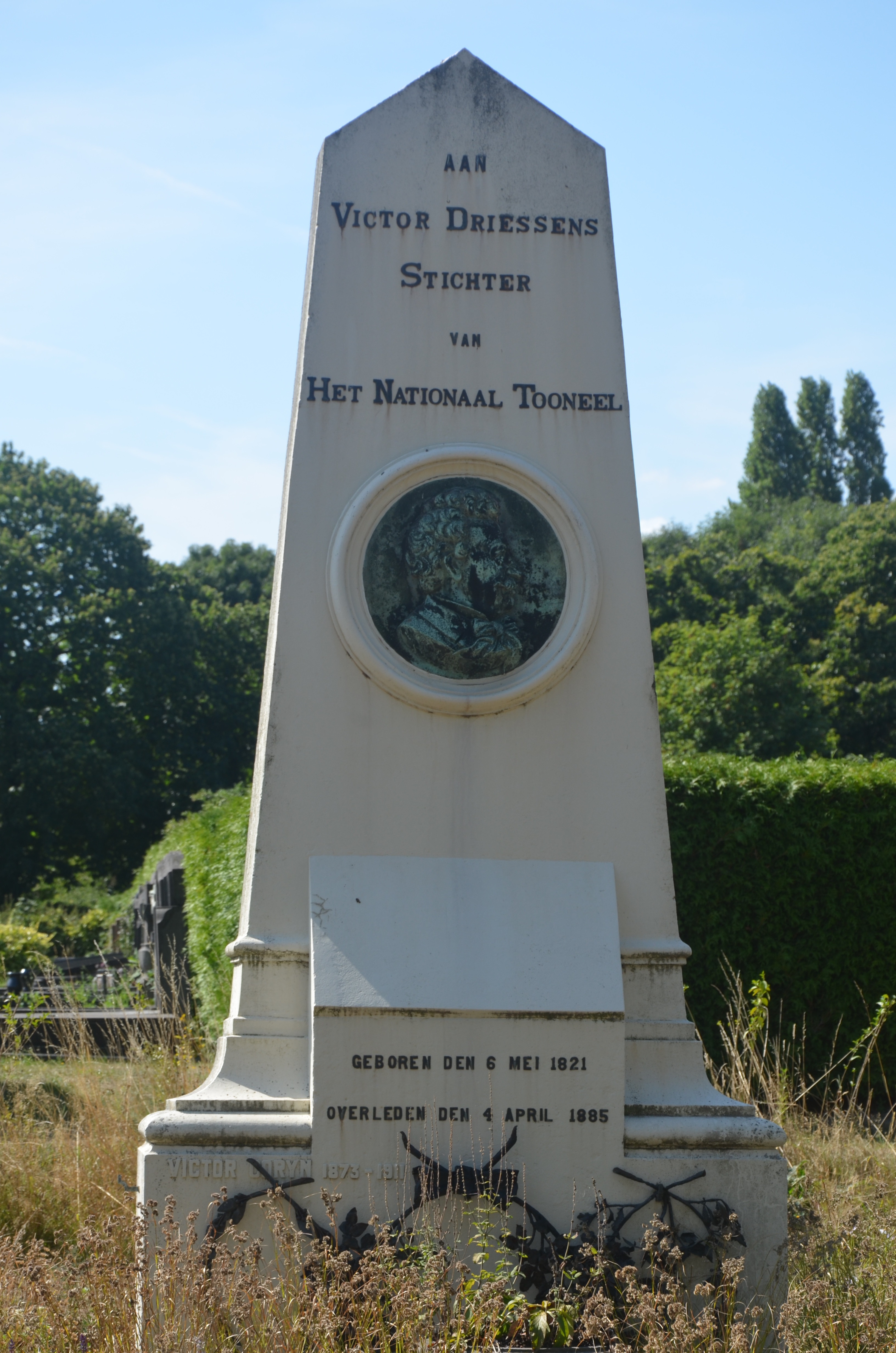
Graftombe Victor Driessens, toneelspeler en stichter Nationaal Toneel

De Koninklijke Nederlandse Schouwburg (KNS) was van 1853 tot 1998 een theatergezelschap in Antwerpen. In 1998 fuseerde de KNS met de Blauwe Maandag Compagnie uit Antwerpen tot Het Toneelhuis, vanaf 2002 Het Toneelhuis ion. De naam van het gezelschap evolueerde in de loop van zijn geschiedenis van Nationael Tooneel (1853-1874) over Nederlandsche Schouwburg (1874-1903) naar Koninklijke Nederlandse Schouwburg (1903-1998).
Met de benaming KNS wordt ook wel verwezen naar het gebouw waar het gezelschap een groot deel van zijn geschiedenis speelde, de zogenaamde Bourlaschouwburg.

## Geschiedenis

### Stichting
In 1850 vroegen Victor Driessens, van het Antwerpse theatergezelschap De Dageraed en Jan Tillemans van De Scheldegalm een subsidie aan bij het Franstalige Antwerpse stadsbestuur. Toenmalig Antwerps burgemeester Jean-François Loos wilde enkel op deze aanvraag ingaan indien beiden samen één gezelschap vormden dat met een vaste regelmaat voorstellingen kon geven. Drie jaar later kwam er inderdaad een nieuwe, gezamenlijke aanvraag van De Dageraed en De Scheldegalm. Het stadsbestuur kende dit nieuwe gezelschap, dat zich Nationael Tooneel noemde, een subsidie toe van 8000 Belgische frank. Het Nationael Tooneel werd het eerste gesubsidieerde Nederlandstalige theatergezelschap in Vlaanderen. Zijn opvoeringen hield dit gezelschap in het Théâtre des Variétés, op de hoek van de Maarschalk Gérard- en de Schermersstraat. Op 6 oktober 1853 trad men voor de eerste maal op met het stuk De Dronkaerd van Pieter Frans van Kerckhoven. De belangrijkste acteurs waren Victor Driessens, Catharina Beersmans, Felix van de Sande, Frans Van Doeselaer, Napoleon Destanberg, Jef Dierckx en Julie Verstraete-Lacquet.

### Een Vlaamse schouwburg

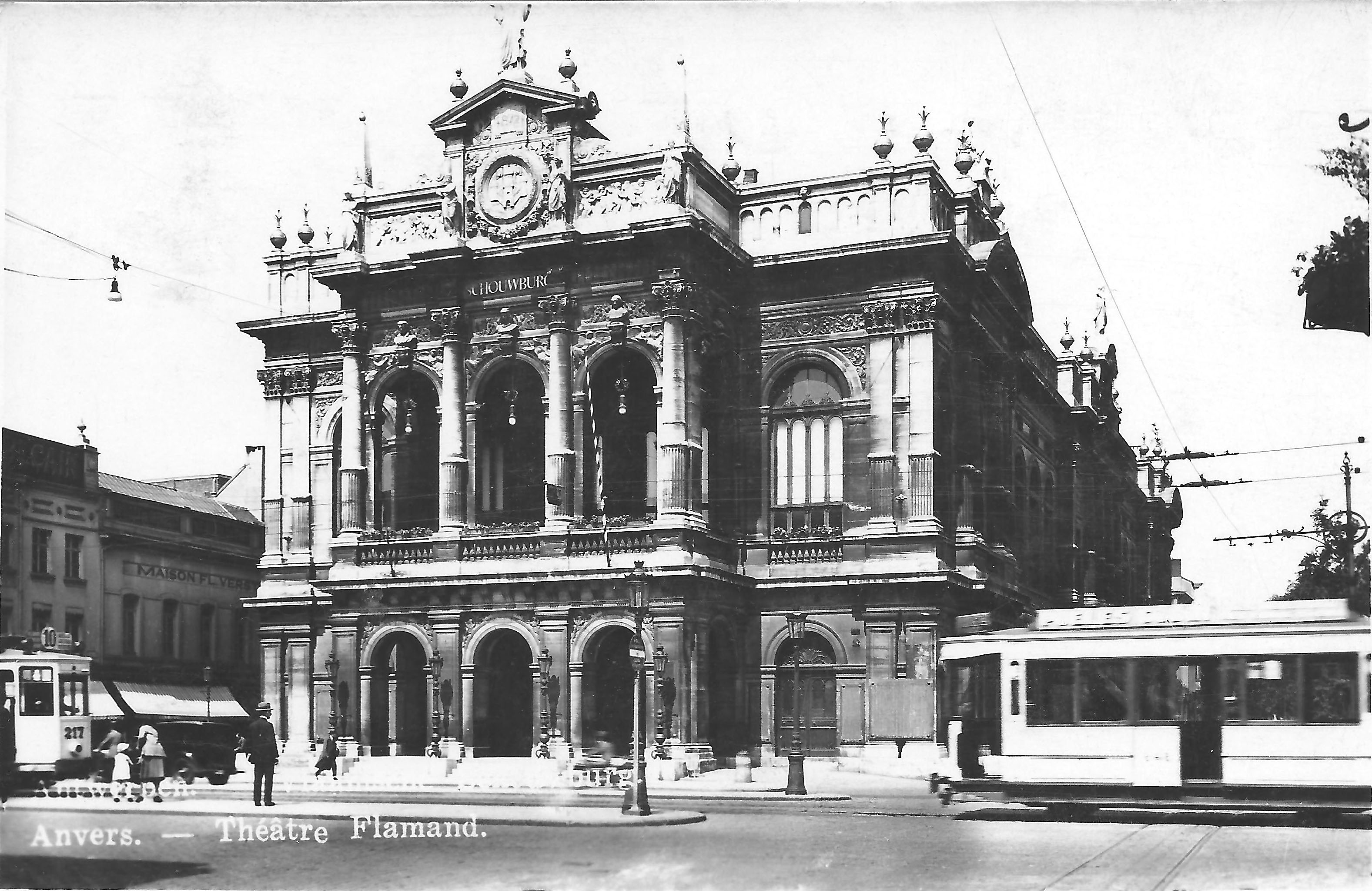
Vroegere gebouw aan de Kipdorpbrug

Het Théâtre des Variétés in de Schermerstraat was oorspronkelijk slechts als noodschouwburg gebouwd, en was dus geen duurzaam gebouw. Al snel gingen stemmen op voor de bouw van een eigen stadsschouwburg voor het Nationael Tooneel, zoals de Bourla reeds bestond voor het Théâtre Royal Français. In de jaren zestig kwam de Vlaamsgezinde Meetingpartij aan de macht in Antwerpen. In 1866 (toenmalig directeur was Eloy Lemaire) besloot het Stadsbestuur tot de bouw van een Vlaamse schouwburg aan de Kipdorpbrug. Het gebouw zou in 1874 in gebruik worden genomen en bij deze gelegenheid nam het Nationael Tooneel de naam van zijn nieuwe thuishaven aan: Nederlandsche Schouwburg. Het gezelschap kwam in de loop der jaren echter meer dan eens in aanvaring met het Antwerpse stadsbestuur. Dit was niet tevreden over het niveau en vooral de aard van het repertoire. Waar het stadsbestuur theater wilde zien dat volksverheffend was en paste binnen de burgerlijke deugdzaamheidsethiek, programmeerde het bestuur van het gezelschap vooral de populaire melodrama's, vaak vertaald uit het Frans. In 1903 werd het 50-jarig bestaan gevierd, en kreeg het gezelschap de titel 'Koninklijk'. Het ging vanaf nu door het leven als Koninklijke Nederlandse Schouwburg.

### Vernieuwing
In 1906 kwam er een einde aan de directie van Frans van Doeselaer, die al van 1882 directeur was. August de Lattin en Frans van Laer namen het roer over. Langzaam maar zeker veranderde het repertoire. Onder de directie van Louis Bertrijn en Adriaan van der Horst (1912-1914) verschenen onder andere Ibsen en Shaw in het repertoire. Tijdens de Eerste Wereldoorlog beleefde het gezelschap een moeilijke periode en vluchtten veel artiesten naar Nederland. Het duurde tot 1922 vooraleer het gezelschap de moeilijkheden goed en wel te boven kwam. In dat jaar werd Jan Oscar De Gruyter directeur. Niet zonder moeilijkheden slaagde hij erin de opvattingen van Stanislavski doorgang te doen krijgen in het gezelschap, nooit was het repertoire zo hoogstaand. In 1929 verliet het gezelschap de schouwburg aan de Kipdorpbrug, en verhuisde het naar de Bourla.

### De periode van het Nationaal Toneel

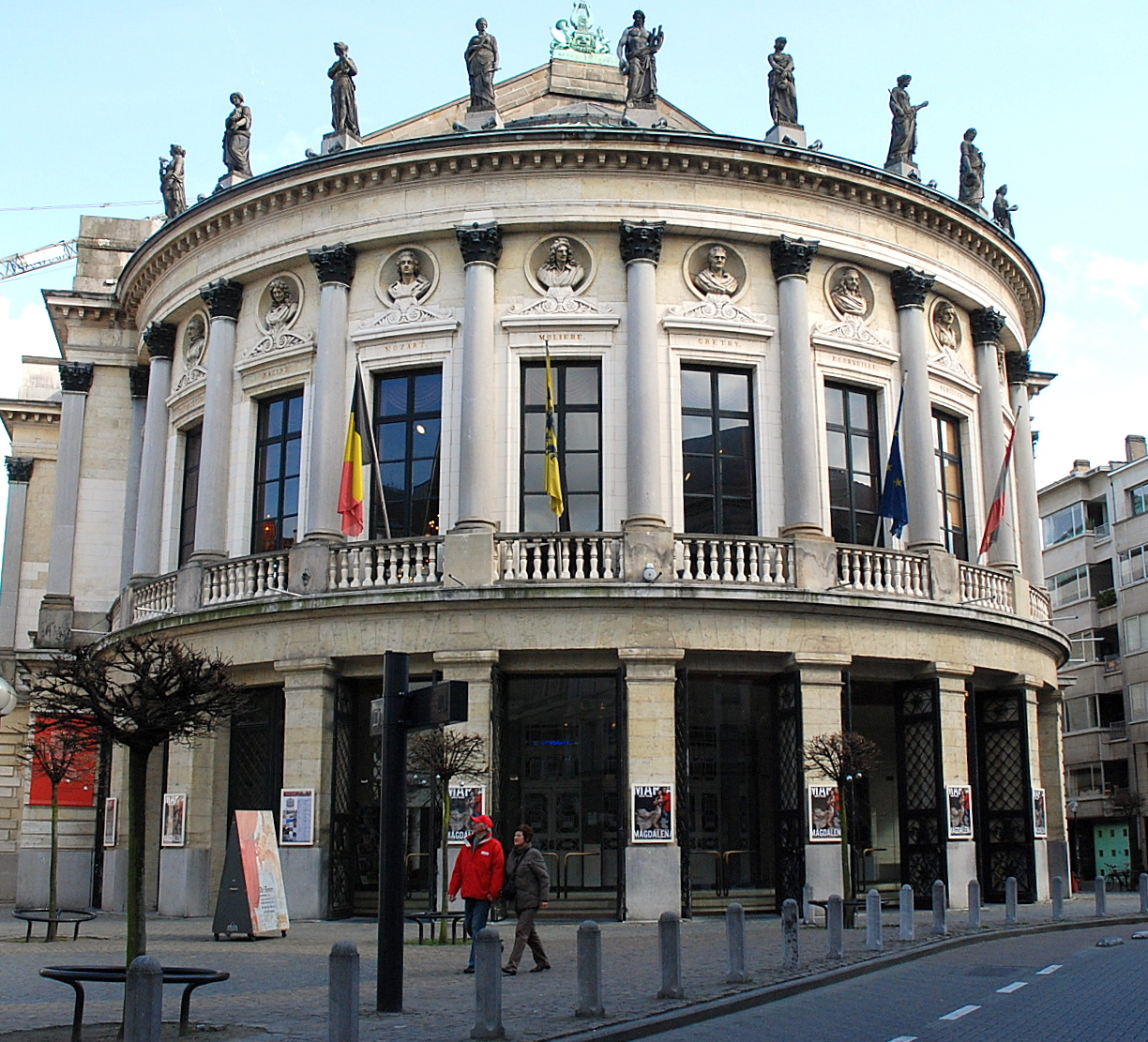
Theatergebouw Bourla

In 1945 werd er een Nationaal Toneel opgericht, dat tot doel had in heel België hoogstaand toneel te brengen en in een degelijke acteursopleiding te voorzien. De KNS kreeg de opdracht om dit te verzorgen binnen de Nederlandse afdeling. In 1947 werden het bestaande Reizend Volkstheater en het Jeugdtheater toegevoegd aan KNS-Nationaal Toneel. De bedoeling van het Nationaal Toneel was om de schouwburgen van Antwerpen en Gent te bespelen en daarnaast ook in de rest van Vlaanderen rond te reizen. Nog in 1947 werd de toneelschool Studio van het Nationaal Toneel, later de Studio Herman Teirlinck, aan de schouwburg en aan het Nationaal Toneel toegevoegd. De gammele constructie die het Nationaal Toneel was, zou echter in de jaren zestig stelselmatig afgebouwd worden.

### KNS wordt Het Toneelhuis
In het seizoen 1980-1981 verhuisde de KNS naar de nieuwe stadsschouwburg op het Theaterplein, omdat de Bourla moest worden gerestaureerd. Pas in 1994 zou het gezelschap weer in de Bourla spelen. In december 1997 werd de KNS een instelling van openbaar nut of ion, net als de Koninklijke Vlaamse Schouwburg van Brussel en het Nederlands Toneel Gent. In 1998 fuseerden de KNS en de Blauwe Maandag Compagnie uit Antwerpen. Onder leiding van Luk Perceval werd de nieuwe naam Het Toneelhuis.

## Leiding
| Directeurs                                       | Directeurs | Directeurs            | Directeurs |
| ------------------------------------------------ | ---------- | --------------------- | ---------- |
| Nationael Tooneel (1853-1874)                    |            |                       |            |
| August Leytens                                   | 1853-1854  | Jos Thomas            | 1854-1855  |
| Victor Driessens                                 | 1855-1857  | Eduard Hagelsteen     | 1855-1861  |
| Frans Van Doeselaer                              | 1861-1862  | Eloy Lemaire          | 1862-1873  |
| Nederlandsche Schouwburg (1874-1903)             |            |                       |            |
| Victor Driessens                                 | 1873-1882  | Frans Van Doeselaer   | 1880-1906  |
| Jef Dierckx                                      | 1880-1882  | Henri Van Kuyck       | 1880-1882  |
| Willem Lemmens                                   | 1880-1882  | Willem Lemmens        | 1891-1892  |
| Jan Dilis                                        | 1891-1892  |                       |            |
| Koninklijke Nederlandsche Schouwburg (1903-1998) |            |                       |            |
| Gustaaf De Lattin                                | 1906-1912  | Frans Van Laer        | 1906-1912  |
| Louis Bertrijn                                   | 1912-1920  | Adriaan Van der Horst | 1912-1914  |
| Constant Van Kerckhoven                          | 1920-1921  | Gustaaf Cauwenberg    | 1921-1922  |
| Jan Oscar De Gruyter                             | 1922-1929  | Willem Benoy          | 1929-1935  |
| Joris Diels                                      | 1935-1938  | Jan Cammans           | 1938-1939  |
| Charles Gilhuys                                  | 1938-1939  | Joris Diels           | 1939-1944  |
| Victor De Ruyter                                 | 1944-1947  | Firmin Mortier        | 1947-1963  |
| Bert Van Kerkhoven                               | 1963-1969  | Lode Verstraete       | 1969-1972  |
| Domien De Gruyter                                | 1972-1986  | Yvonne Lex            | 1986-1991  |
| Walter Tillemans                                 | 1991-1994  | Frans Redant          | 1994-1998  |
| Ilse Uitterlinden                                | 1997-1998  |                       |            |